# Марчана
Марча̀на (на италиански: Marciana) е село и община в Централна Италия, провинция Ливорно, регион Тоскана. Разположено е на 375 m надморска височина. Населението на общината е 2112 души (към 2018 г.).
Това е една от седемте общини в острова Елба.